# Cafe4tune
Cafe4tune — международная социальная сеть на 48 языках, запущенная в ноябре 2011 года. Проект заявил о себе как о первой «живой» социальной сети, дающей пользователям возможность управлять собственной 3D-проекцией в виртуальном трехмерном мире. Однако, на данный момент 3D-функция сайта приостановлена. Ресурс, помимо традиционного обмена текстовыми и фотосообщениями в чате, предоставляет возможности видеочата, проведения онлайн-трансляций, виртуальных выборов, услуги знакомств, онлайн-караоке, игр и подписки на мировые новости.. Название соцсети исходит от названия групп по интересам или тематических групп, которые в сети обозначены как «Кафе».
Версия Cafe4tune.com уже запущена для IOS и Android.
Владельцем проекта Cafe4tune является компания Cafe4tune Inc., офис которой расположен в г. Санта-Клара (штат Калифорния).

## История
О запуске соцсети Cafe4tune было объявлено в ноябре 2011 года.
12 июня 2012 года Cafe4tune объявил запуск нового сервиса «выборы». "Выдвижение кандидатов, предвыборная кампания, выборы мэра города или президента государства… Участвовать в этих процессах теперь можно не выходя из дома. Причем не только в качестве избирателя — претендовать на высокий пост в виртуальном мире может любой пользователь…, — говорится в сообщении соцсети.
15 июля 2012 года был запушен еще один сервис — «онлайн караоке». Оказавшись в соответствующем разделе сети, пользователь выбирает песню, которую хотел бы исполнить — из полного списка либо на основе общего рейтинга. Пользователь при желании может записать исполнение на видеокамеру и выложить на сайт. Оценить исполнителя может любой, кто имеет соответствующий доступ.
На данный момент ресурс насчитывает почти полмиллиона пользователей.

## Цитаты
«Cafe4tune.com стала первой социальной сетью, зарегистрированной в США, с действующей beta-версией на русском языке. Для нас очень важен рынок СНГ, один из лидеров по развитию социальных сетей сегодня, и мы хотим удивить русскоязычных интернет-пользователей „гибридным“ продуктом с нестандартной концепцией, отличной от уже известных социальных сетей», — сказал Арташес Икономов, соучредитель и генеральный директор Cafe4tune.com